# Силицид пентапалладия
Силицид пентапалладия — бинарное неорганическое соединение
палладия и кремния
с формулой Pd5Si,
кристаллы,
не растворяется в воде.

## Получение
- Спекание стехиометрических количеств чистых веществ:

{\displaystyle {\mathsf {5Pd+Si\ {\xrightarrow {835^{o}C}}\ Pd_{5}Si}}}

## Физические свойства
Силицид пентапалладия образует кристаллы
моноклинной сингонии,
пространственная группа P 21,
параметры ячейки a = 0,8465 нм, b = 0,7485 нм, c = 0,5555 нм, β = 100,7°, Z = 4.
Не растворяется в воде.